# Le Moustier
Pour les articles homonymes, voir Moustier.
Le Moustier est un site préhistorique français qui se trouve sur la commune de Saint-Léon-sur-Vézère, en limite de la commune de Peyzac-le-Moustier, en vallée de la Vézère dans le département de la Dordogne. Il comporte deux abris principaux : l'abri supérieur (dit Moustérien), et l'abri inférieur s'ouvrant une quinzaine de mètres plus bas dans la même falaise, au niveau actuel de la vallée de la Vézère.
Il est l'un des quinze « sites préhistoriques et grottes ornées de la vallée de la Vézère » inscrits au patrimoine mondial de l'UNESCO depuis 1979.

## Abri supérieur ou abri classique du Moustier
Les premières recherches dans cet abri sous roche sont conduites par Édouard Lartet et Henry Christy en 1860. Ils y découvrent une industrie lithique bientôt nommée Moustiérien puis Moustérien par Gabriel de Mortillet.
Des fouilles y sont également entreprises par Maurice Bourlon, Otto Hauser et Denis Peyrony. 
Les travaux de ce dernier, publiés en 1930, sont les plus précis. L’abri est aujourd’hui totalement vidé mais sa séquence comprenait du Moustérien typique, du Moustérien de Tradition Acheuléenne et de l’Aurignacien.

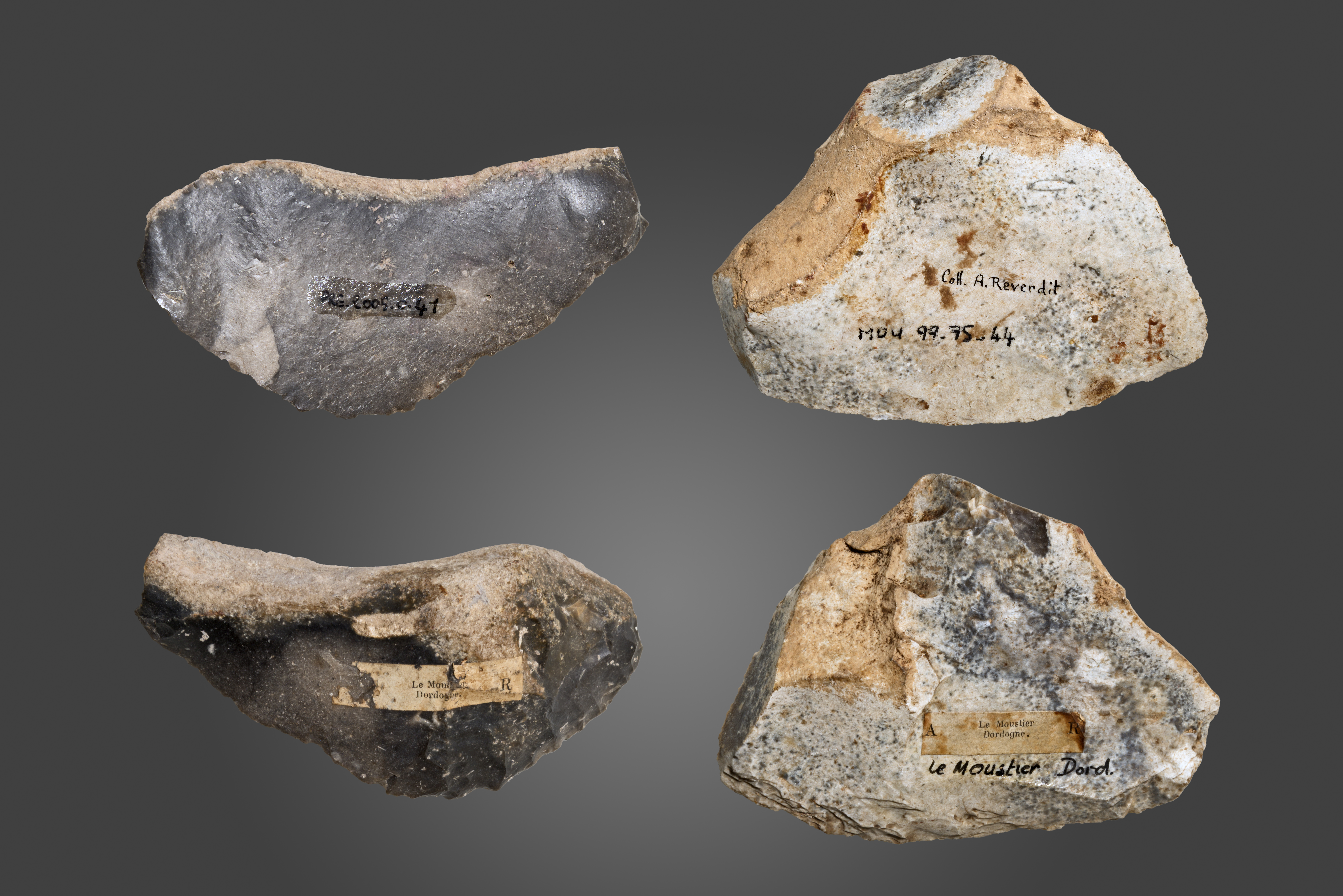
Racloirs du Moustier MHNT

## Abri inférieur du Moustier
Les premiers travaux concernant l’abri inférieur sont ceux d’Otto Hauser en 1907. Ils permettent la mise au jour d’un squelette de Néandertalien dans des conditions déplorables : les restes humains, désignés par Le Moustier 1, sont plusieurs fois exhumés puis ensevelis devant différents scientifiques croyant à chaque fois être les premiers témoins de la découverte. Le squelette est ensuite vendu au Musée de Berlin. Seul le crâne existe encore, le reste du squelette ayant été détruit à la fin de la Seconde Guerre mondiale.

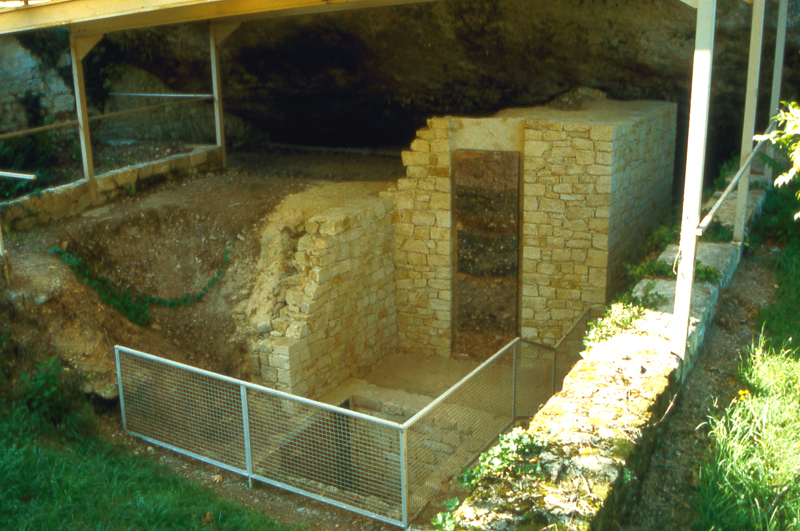
Abri inférieur du Moustier
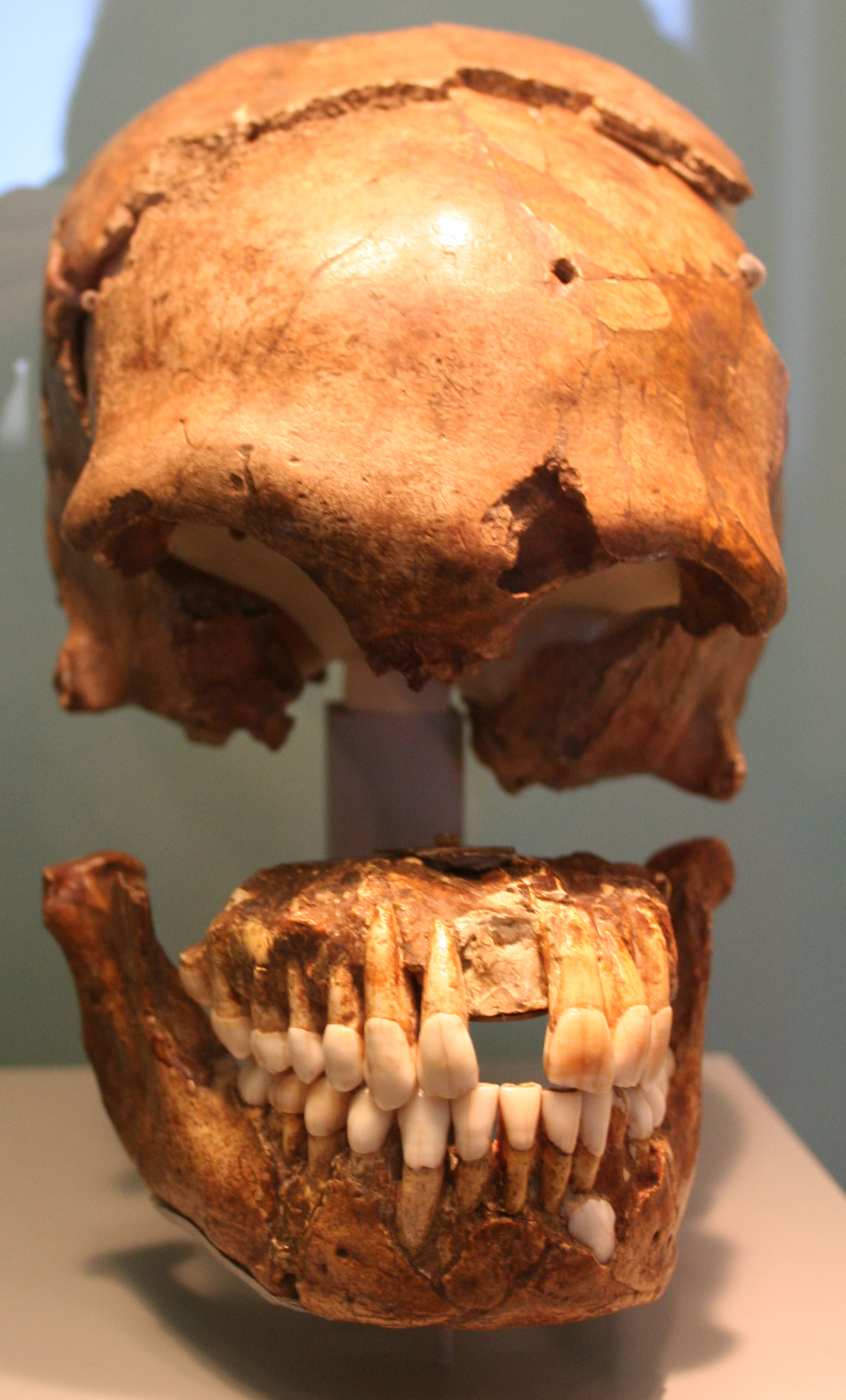
Le Moustier 1. Crâne vu de face, conservé au Musée de Préhistoire et de Protohistoire de Berlin
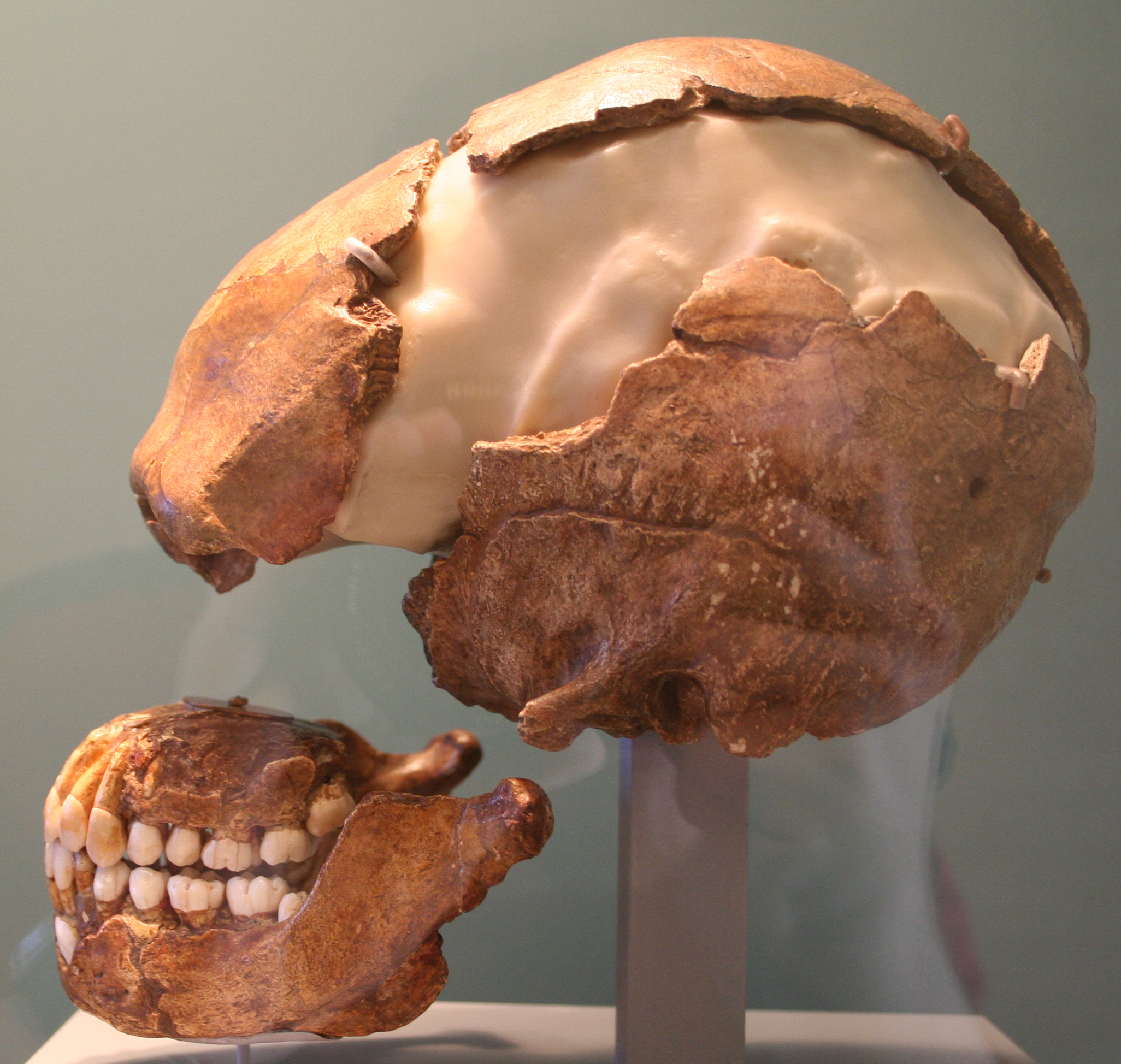
Le Moustier 1. Crâne vu de profil

Denis Peyrony y entreprend également des travaux à partir de 1910. En mai 1914, il y découvre le squelette d’un jeune enfant néandertalien — Le Moustier 2, entreposé au Musée des Eyzies et oublié jusqu’à sa redécouverte en 1996 et son étude par B. Maureille en 2002. Une reconstruction virtuelle du crâne du nouveau-né a été effectuée, permettant de comparer les formes et volumes endocrâniens à la naissance des Néandertaliens et des Hommes anatomiquement modernes.
La séquence de l’abri inférieur comporte du Moustérien typique, du Moustérien de Tradition Acheuléenne, du Moustérien à denticulés, du Châtelperronien et de l’Aurignacien. Les industries moustériennes de ce gisement ont été utilisées par François Bordes et M. Bourgon pour tester leur méthode typologique.
En 1969, à l’occasion du congrès de l’INQUA (International Union for Quaternary Research), H. Laville et J.-Ph. Rigaud procèdent à un rafraîchissement du témoin stratigraphique (dont un moulage est encore visible sur place) et précisent les observations stratigraphiques de Peyrony.
De nombreuses datations radiométriques ont été réalisées sur cette séquence, par thermoluminescence et par ESR. Elles sont comprises environ entre 56 000 et 40 000 ans avant le présent.

## Classement au Patrimoine mondial de l'UNESCO
Le gisement a été acquis par l’État en 1910, sur l’initiative de Denis Peyrony. Depuis 1979, les deux abris du Moustier sont inscrits au patrimoine mondial de l'UNESCO, en association avec d'autres sites et grottes ornées de la région sous le nom de « Sites préhistoriques et grottes ornées de la vallée de la Vézère ».